# Kẻ sát nhân cô độc
Kẻ sát nhân cô độc là một bộ phim truyền hình được thực hiện bởi Hãng phim Truyền hình Thành phố Hồ Chí Minh, Đài Truyền hình Thành phố Hồ Chí Minh do Trần Đức Long làm đạo diễn. Phim phát sóng vào lúc 22h00 từ thứ 2 đến thứ 5 hàng tuần, bắt đầu từ ngày 28 tháng 10 năm 2020 và kết thúc vào ngày 17 tháng 12 năm 2020 trên kênh HTV9.

## Nội dung
Kẻ sát nhân cô độc khởi đầu từ một cái chết kỳ lạ tại Xóm Bóng. Nạn nhân là cô gái 30 tuổi, sống một mình với ý định mở lớp dạy tiếng Anh cho trẻ em và bị sát hại. Trong quá trình cộng tác với K13 phá án, Hoàng (Mã Hiểu Đông) đã nhanh chóng lọt vào tầm ngắm của tên sát nhân hàng loạt có biệt tài thôi miên, thao túng tâm lý người khác. Từ đây, cơ quan điều tra cũng phát hiện ra chuỗi án mạng ly kỳ dường như có mối liên kết ngầm với nhau...

## Diễn viên
- Mã Hiểu Đông trong vai Hoàng[9][10]
- Huỳnh Trường Thịnh trong vai Thượng úy Luân[9][10]
- Huyền Thạch trong vai Trung úy Nghi[9][10]
- Thạch Kim Long trong vai Thiếu tá Thái[9]
- Ngô Công Lý trong vai Lê Minh Trọng
- Mai Huỳnh trong vai Bác sĩ Hồng

Cùng một số diễn viên khác...

## Sản xuất
Kịch bản phim do Any Nguyễn chắp bút, dựa trên ý tưởng của nhà báo Nguyễn Chương. Bộ phim thuộc thể loại tâm lý hình sự, một đề tài khá hiếm so với các tác phẩm khác cùng thời điểm. Trần Đức Long, đạo diễn của phim, cho biết anh khá tâm đắc với câu chuyện hình sự khai thác tâm lý tội phạm này. Đây cũng là bộ phim truyền hình dài tập đầu tiên do Trần Đức Long cầm trịch vai trò đạo diễn.
Ba vai diễn chính trong phim lần lượt do Mã Hiểu Đông, Huỳnh Trường Thịnh và Huyền Thạch đảm nhận, trong đó vai của Mã Hiểu Đông trong bộ phim được xem là vai diễn "nặng tâm lý" nhất trước giờ đối với anh. Trả lời phỏng vấn, Mã Hiểu Đông từng tiết lộ việc bị húc tung ra xa 2 mét và nứt xương sườn ngực trong quá trình quay phim. Buổi họp báo ra mắt phim đã được TFS tổ chức tại rạp BHD Star Bitexco vào ngày 22 tháng 10 năm 2020, đánh dấu lần đầu tiên phim của hãng ra mắt ngoài rạp và được ghi nhận là sự "đột phá" của TFS trong chiến lược quảng bá phim tới người xem.

## Đón nhận
Tại thời điểm phát sóng, bộ phim đã nhanh chóng tạo được hiệu ứng tốt với khán giả lẫn giới chuyên môn, nhờ cách dựng phim, hình ảnh phim mang chất lượng điện ảnh; cách kể chuyện mới lạ cùng kịch bản hấp dẫn và diễn xuất ấn tượng từ dàn diễn viên chính. Bộ phim cũng được ghi nhận khi thành công "giữ chân" khán giả suốt thời lượng phim dù thuộc thể loại kén người xem. Nhà báo Mỹ Trang của Đài Tiếng nói Nhân dân Thành phố Hồ Chí Minh đã gọi phim là "Bộ phim truyền hình hấp dẫn nhất năm" và bày tỏ tâm trạng "rất phấn khởi" khi lần đầu được "xem phim Việt với cách khai thác "gan dạ" như vậy". Bài viết trên báo Thanh Niên đánh giá bộ phim là "Bên cạnh những tình tiết gay cấn, những pha hành động rượt đuổi mãn nhãn [...] còn cho thấy những góc khuất nội tâm của cả những chiến sĩ điều tra phá án và tội phạm". Hoàng Lê của báo Tuổi Trẻ cũng nhận định Kẻ sát nhân cô độc "[khai thác] đề tài khá lạ so với vệt phim truyền hình hiện nay" và "Âm thanh được sáng tác riêng với tiết tấu phù hợp, những pha hành động mãn nhãn và đẹp mắt". Cây bút Khôi Nguyên của tờ báo thì khen ngợi bộ phim khi "đẹp" từ những khuôn hình chuẩn mực, bối cảnh phù hợp đặc trưng [...] vừa chân thực vừa mờ ảo".
Tại Lễ trao giải Ngôi Sao Xanh năm 2021, nam diễn viên Thạch Kim Long đã đoạt giải Nam diễn viên truyền hình xuất sắc nhất nhờ vai diễn trong phim.

## Giải thưởng
| Năm  | Giải thưởng                                | Hạng mục                                | (Người) đề cử      | Kết quả   | Tham khảo            |
| ---- | ------------------------------------------ | --------------------------------------- | ------------------ | --------- | -------------------- |
| 2020 | Liên hoan truyền hình toàn quốc lần thứ 40 | Phim truyền hình                        | —                  | Giải Vàng | [ 17 ] [ 18 ] [ 19 ] |
| 2020 | Giải Cánh diều                             | Phim truyện truyền hình                 | —                  | Bằng khen | [ 20 ]               |
| 2021 | Hội Điện ảnh Thành phố Hồ Chí Minh         | Phim truyện truyền hình xuất sắc        | —                  | Giải A    | [ 21 ] [ 22 ]        |
| 2021 | Hội Điện ảnh Thành phố Hồ Chí Minh         | Nam diễn viên truyền hình xuất sắc      | Mã Hiểu Đông       | Đoạt giải | [ 21 ] [ 22 ]        |
| 2021 | Ngôi Sao Xanh                              | Nam diễn viên truyền hình xuất sắc nhất | Thạch Kim Long     | Đoạt giải | [ 16 ]               |
| 2021 | Ngôi Sao Xanh                              | Nam diễn viên truyền hình xuất sắc nhất | Huỳnh Trường Thịnh | Đề cử     | [ 23 ] [ 24 ]        |
| 2021 | Ngôi Sao Xanh                              | Nữ diễn viên truyền hình xuất sắc nhất  | Huyền Thạch        | Đề cử     | [ 23 ] [ 24 ]        |
| 2021 | Ngôi Sao Xanh                              | Phim truyền hình xuất sắc nhất          | —                  | Đề cử     | [ 23 ] [ 24 ]        |
| 2021 | Ngôi Sao Xanh                              | Gương mặt truyền hình triển vọng        | Mã Hiểu Đông       | Đề cử     | [ 23 ] [ 24 ]        |
| 2021 | Ngôi Sao Xanh                              | Đạo diễn xuất sắc nhất                  | Trần Đức Long      | Đề cử     | [ 23 ] [ 24 ]        |